# Leo Kuhnen
Leo Kuhnen (14 mei 1936 – 31 mei 2008) was een Nederlands voetballer die als centrale of rechter verdediger speelde.
Kuhnen begon zijn loopbaan bij N.E.C. en kwam nadien uit voor Wageningen, DOS en PEC.

## Carrièrestatistieken
| Seizoen         | Club            | Land            | Competitie       | Competitie | Competitie | Beker | Beker | Internationaal | Internationaal | Overig | Overig | Totaal | Totaal |
| Seizoen         | Club            | Land            | Competitie       | Wed.       | Dlp.       | Wed.  | Dlp.  | Wed.           | Dlp.           | Wed.   | Dlp.   | Wed.   | Dlp.   |
| --------------- | --------------- | --------------- | ---------------- | ---------- | ---------- | ----- | ----- | -------------- | -------------- | ------ | ------ | ------ | ------ |
| 1954            | N.E.C.          | Nederland       | Eerste klasse B  | –          | 0          | –     | –     | 0              | 0              | 0      | 0      | 0      | 0      |
| 1954/55         | N.E.C.          | Nederland       | Eerste klasse C  | 9          | 0          | –     | –     | 0              | 0              | 0      | 0      | 9      | 0      |
| 1955/56         | N.E.C.          | Nederland       | Eerste klasse A  | 6          | 0          | –     | –     | 0              | 0              | 0      | 0      | 6      | 0      |
| 1956/57         | N.E.C.          | Nederland       | Tweede divisie B | 27         | 0          | –     | 0     | 0              | 0              | 0      | 0      | 27     | 0      |
| 1957/58         | N.E.C.          | Nederland       | Tweede divisie B | 28         | 0          | –     | 0     | 0              | 0              | 0      | 0      | 28     | 0      |
| 1958/59         | N.E.C.          | Nederland       | Tweede divisie B | 25         | 1          | –     | 0     | 0              | 0              | 0      | 0      | 25     | 1      |
| 1959/60         | Wageningen      | Nederland       | Eerste divisie A | 26         | 0          | –     | –     | 0              | 0              | 0      | 0      | 26     | 0      |
| 1960/61         | Wageningen      | Nederland       | Eerste divisie B | 32         | 3          | –     | 0     | 0              | 0              | 0      | 0      | 32     | 3      |
| 1961/62         | Wageningen      | Nederland       | Eerste divisie B | –          | 0          | –     | 0     | 0              | 0              | 0      | 0      | –      | 0      |
| 1962/63         | Wageningen      | Nederland       | Tweede divisie A | 21         | 0          | –     | 0     | 0              | 0              | 0      | 0      | 21     | 0      |
| 1963/64         | Wageningen      | Nederland       | Tweede divisie B | 29         | 1          | –     | 0     | 0              | 0              | 0      | 0      | 29     | 1      |
| 1964/65         | DOS             | Nederland       | Eredivisie       | 21         | 0          | –     | 0     | 0              | 0              | 0      | 0      | 21     | 0      |
| 1965/66         | DOS             | Nederland       | Eredivisie       | 19         | 0          | –     | 0     | 0              | 0              | 0      | 0      | 19     | 0      |
| 1966/67         | DOS             | Nederland       | Eredivisie       | 12         | 0          | –     | 0     | 0              | 0              | 0      | 0      | 12     | 0      |
| 1967/68         | PEC             | Nederland       | Tweede divisie   | –          | 4          | –     | 0     | 0              | 0              | 0      | 0      | –      | 4      |
| Carrière totaal | Carrière totaal | Carrière totaal | Carrière totaal  | 255        | 9          | 0     | 0     | 0              | 0              | 0      | 0      | 255    | 9      |